# Fagatogo
Fagatogo es una localidad situada en la Isla de Tutuila, en la Bahía de Pago Pago (Samoa Americana). Su población, según el censo de 2000 es de 2.096 habitantes. Suele atribuirse erróneamente a esta población la capitalidad de la Samoa Americana, debido a que de facto es la sede del gobierno local.